# NME2
NME2 (англ. NME/NM23 nucleoside diphosphate kinase 2) – білок, який кодується однойменним геном, розташованим у людей на короткому плечі 17-ї хромосоми.  Довжина поліпептидного ланцюга білка становить 152 амінокислот, а молекулярна маса — 17 298.
| 10         |  | 20         |  | 30         |  | 40         |  | 50         |
| ---------- |  | ---------- |  | ---------- |  | ---------- |  | ---------- |
| MANLERTFIA |  | IKPDGVQRGL |  | VGEIIKRFEQ |  | KGFRLVAMKF |  | LRASEEHLKQ |
| HYIDLKDRPF |  | FPGLVKYMNS |  | GPVVAMVWEG |  | LNVVKTGRVM |  | LGETNPADSK |
| PGTIRGDFCI |  | QVGRNIIHGS |  | DSVKSAEKEI |  | SLWFKPEELV |  | DYKSCAHDWV |
| YE         |  |            |  |            |  |            |  |            |

A: Аланін

C: Цистеїн

D: Аспарагінова кислота

E: Глутамінова кислота

F: Фенілаланін

G: Гліцин

H: Гістидин

I: Ізолейцин

K: Лізин

L: Лейцин

M: Метіонін

N: Аспарагін

P: Пролін

Q: Глутамін

R: Аргінін

S: Серин

T: Треонін

V: Валін

W: Триптофан

Кодований геном білок за функціями належить до трансфераз, кіназ, активаторів. 
Задіяний у таких біологічних процесах як транскрипція, регуляція транскрипції, метаболізм нуклеотидів. 
Білок має сайт для зв'язування з АТФ, нуклеотидами, іонами металів, ДНК, іоном магнію. 
Локалізований у цитоплазмі, ядрі, клітинних відростках.